# Svenska brott
Svenska brott är en svensk TV-serie från 1984–1985 om verkliga svenska brottsfall. Tillgänglig på SVT:s Öppet arkiv sommaren 2018.

## Avsnitt 1: Dr Justus och Mr Hate
| Handling | Om Sveriges förste brevbombsterrorist Martin Ekenberg. |
| Datum    | 1984-11-19 |
| Längd    | 58 min |
| Manus    | Olov Svedelid och Ingvar Skogsberg |
| Regi     | Ingvar Skogsberg |
| Rollista | - Willie Andréason – Martin Ekenberg - Åke Lindman – kommissarien - Leif Ahrle – assistenten - Ola Lindegren – hovrättsassessorn - Herman Ahlsell – direktör Lundin - Leif Liljeroth – direktör Hammar - Björn Strand – kontorist - Jan Bergstrand – kontorist - Sören Hagdahl – brevbärare - Jan-Erik Hagström – brevbärare - Thomas Oredsson – Hinke Bergegren - Göran Adolfsson – Londonvän - Svante Odqvist – Londonvän - Cecilia Haglund – sångerskan - Ulla Akselson – fru Johansson - Claire Wikholm – fröken Karlsson - Victoria Kahn – fransyskan - Gösta Engström – utroparen - Gunnar Ernblad – journalisten - Jörgen Cederberg – berättaren |

## Avsnitt 2: Det perfekta brottet
| Handling     | Stöld inom uppbördsverket på 1930-talet. |
| Datum        | 1984-11-26 |
| Längd        | 57 min |
| Manus        | Olov Svedelid och Ingvar Skogsberg |
| Regi         | Ingvar Skogsberg |
| Skådespelare | - Peter Schildt - Roger Norberg - Tommy Johnson - Sture Djerf - Johannes Brost - Christian Berling - Sven Olof Hultgren - Hans Harnesk - Agneta Ehrensvärd - Raymond Nederström - Peter Carlberg - Stig Törnblom - Mikael Kallaanvaara - Thomas Oredsson - Anders Berling - Karin Miller - Hugo Jidberg - Jörgen Poulsen - Pernille Utzon Ravn - Jörgen Cederberg |

## Avsnitt 3: Hammarbymordet
| Handling | Hammarbymordet 1913. |
| Datum    | 1984-12-03 |
| Längd    | 56 min |
| Manus    | Olov Svedelid och Ingvar Skogsberg |
| Regi     | Urban Lasson |

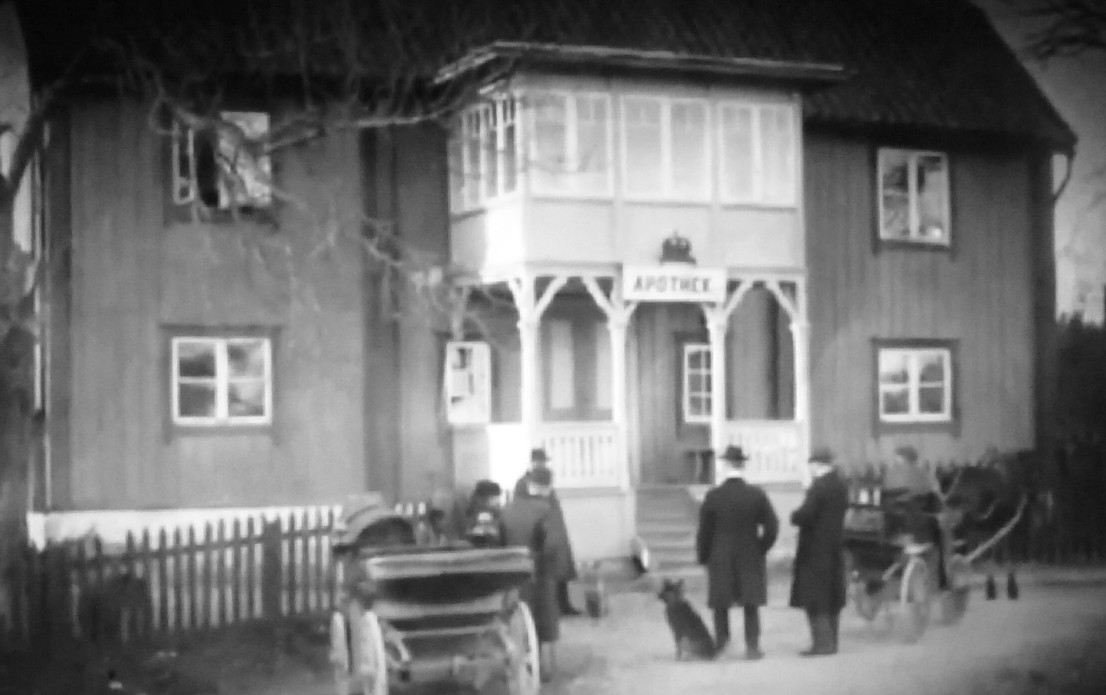
Hammarby apotek 1913.

| Rollista | - Kjell Tovle – Biagio Valente - Carlo Barsotti – Guiseppe Jaconelli - Sven Lindberg – häradshövding Carlsson - Olle Johansson – advokat Hellberg - Carl-åke Eriksson – kronolänsman Hasselhuhn - Ulf Qvarsebo – stadsfiskal Andhén - Jan-Erik Lindqvist – domare Rohtlieb - Jan Nygren – överkonstapel Widén - Yngve Svalander – tidningstecknaren - Sven Timner – journalisten - Lars Larsson – polistolken - Curt Ericson – lantbrukare Andersson - Catharina Alinder – Hilma Andersson - Åke Lundqvist – apotekare Hallbergsson - Kerstin Widgren – fru Hallbergsson - Maria Johansson – Ebba Larsson - Maria Kulle – Jenny Haug - Gunnar Schyman – skollärare Berglund - Gertrud Mariano – mor Teresa - Barbro Hiort af Ornäs – fru Carlsson - Pia Green – Gerda Carlson - Franco Mariano – kyrkoherde Wessel - Sven-Gunnar Bok – fängelsepastor Uddin - Tage Severin – psykologidocent Alrutz - Jörgen Cederberg – berättare |

## Avsnitt 4: Erotikens vänner eller Kärlekens rififi
| Handling | Historien om "Erotikens vänner", som avslöjades 1954. |
| Datum    | 1985-01-28 |
| Längd    | 59 min |
| Manus    | Olov Svedelid och Ingvar Skogsberg |
| Regi     | Ingvar Skogsberg |
| Rollista | - Lars-Erik Berenett – Ingvar Hellner, äventyrare - Suzanne Ernrup – Lizzie, ledsagarinna - Mona Seilitz – Majken, målarinna - Inga-Lill Andersson – Cajsa, drömmerska - Hans Harnesk – Loffe, fotograf - Per-Arne Ehlin – Tobbe/Tabbe, uppfinnare - Rulle Lövgren – Gneten, kamrer - Dan Lindhe – Ärlig, langare - Lena Andersson – Vanja, nattens ping-pong - Ulf-Håkan Jansson – Reuterdahl, sedlighetspolis - Ingmar Svensson – Björne, bilhandlare - Jonas Uddenmyr – Keps-Kalle, tulpanköpare - Jörgen Cederberg – berättare |

## Avsnitt 5: AB Lif och Död eller Änkans Skärf
| Handling | Livförsäkringsbedrägerier i Eskilstuna kring förra sekelskiftet. |
| Datum    | 1985-02-04 |
| Längd    | 56 min |
| Manus    | Olov Svedelid och Ingvar Skogsberg |
| Regi     | Ingvar Skogsberg |
| Rollista | - Harriet Andersson – Fia - Björn Gedda – fabrikörn - Lasse Pettersson – Fias man - Carl Billquist – Billy Boy - Christer Banck – stadsläkaren - Gunilla Abrahamsson – fru Karlsson - Asko Kivistho – Anton Karlsson - Gustav Kling – detektiven - Thomas Johansson – Mattsson - Svea Holst-Widén – blomstergumman - Karin Dettinger – blomsterflickan - Lennart Elg – Dr "Prima Virke" - Ove Kant – Dr "Kattegåri" - Göran Engman – Jonasson - Vibeke Nielsen – hans fru - Roland Hedlund – Nyman - Raymond Johansson – Tum-Olle - Silvija Bardh – fru Krantz - Gösta Engström – Kalle Bom - Gregor Dahlman – hälsovårdsman - Jüri Jürgenthal – hälsovårdsman - Tomas Norström – ombudet - Desirée Edlund – sångerskan - Lennart Tollén – bankdirektören - Nadja Andreewitch – bakgårdstösen - Hans Dornbusch – portieren - Anna Berglund – sjuksköterskan - Ingeborg Lagéus – krogmadamen - Jörgen Cederberg – berättare |

## Avsnitt 6: Sista resan

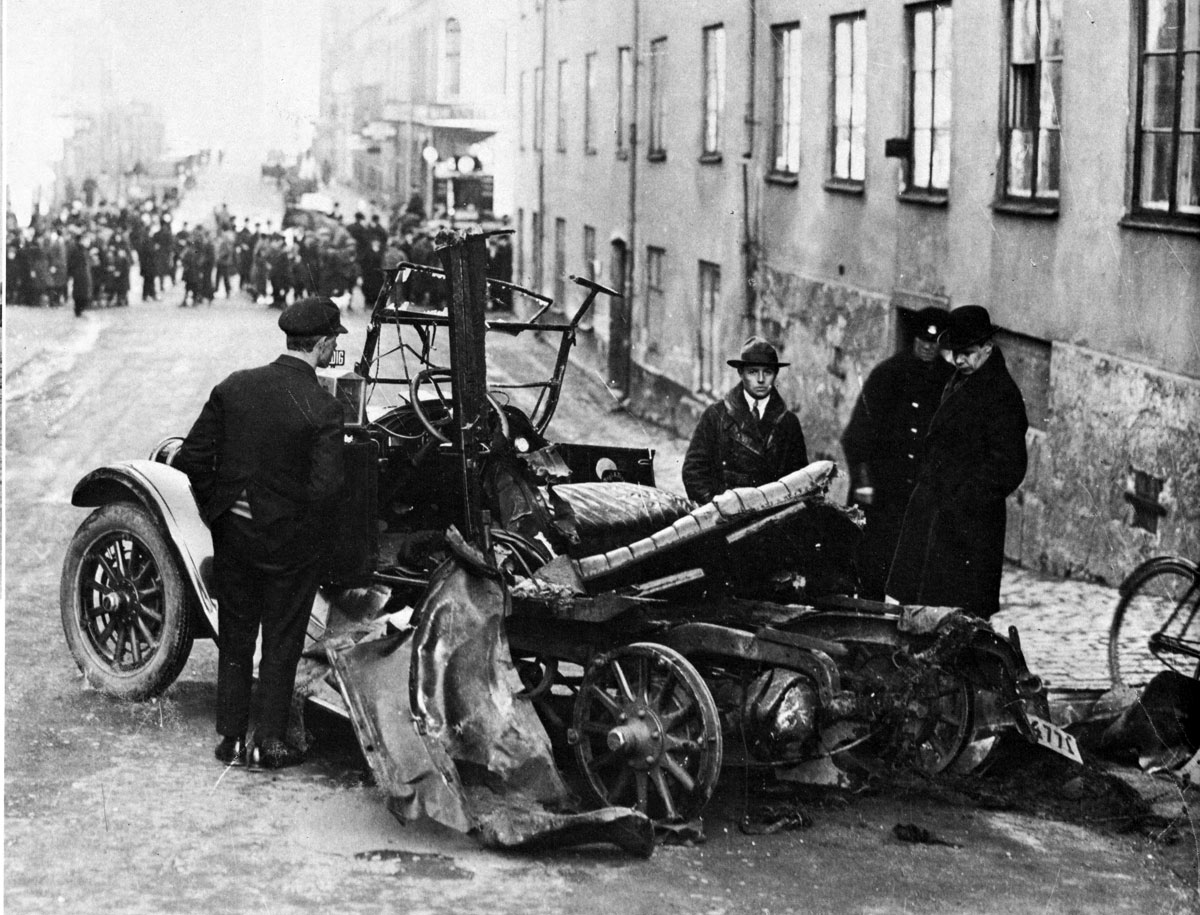
Den söndersprängda taxibilen efter "Flyborgska smällen" 1926.

| Handling | Flyborgska smällen, 1926. |
| Datum    | 1985-02-11 |
| Längd    | 54 min |
| Manus    | Olov Svedelid och Ingvar Skogsberg |
| Regi     | Ingvar Skogsberg |
| Rollista | - Björn Andrésen – Alex - Jonas Bergström – Erik - Lennart Tollén – intendenten - Olle Björling – Torell - Rex Brådhe – Månsson - Gun Robertson – fru Flyström - Peder Falk – Staffan - Anita Wall – fröken Norin - Thor Hartman – chauffören - Karin H Larsson – Eriks fästmö - Sten Elfström – läkaren - Carl-Olof Alm – vaktmästaren - Jörgen Cederberg – berättare |

## Avsnitt 7: Skuggspel
| Handling     | Mord i Stockholm (1920/1930-tal). |
| Datum        | 1985-12-02 |
| Längd        | 1 h 5 min |
| Manus        | Ingvar Skogsberg |
| Regi         | Ingvar Skogsberg |
| Rollista     | - Stefan Ekman – Christian - Jessica Zandén – Elise - Sture Djerf – fadern - Kim Melander – systern - Karin Miller – Mathilda - Åsa Bjerkerot – Annie - Per Sandborgh – Rolf - Lauritz Falk – ungdomsvännen - Adele Bellroth – godistanten - Henri Hanus-Haim – Christian som barn - Diana Kjaer – damen på skolgården - Jonna Arb – tobaksfröken - Kjell Tovle – tvättbudet - Thomas Johansson – kontorsbudet - Måns Mårtenson – pojken i trappan - Thomas Oredsson – kommissarien - Stefan Moberg – assistenten - Jan Sandberg – chauffören - Gustaf Wiklund – vaktmästaren - Sven Lindberg – berättare - Silvia Bergman – dockspelare - Niklas Ågren – dockspelare - Leif Sandberg – Uppsalapolis - Magnus Eriksson – Uppsalapolis |
| Marionetter  | Arne Högsander |
| Kasperdockor | Ulf Håkan Jansson |